# ريان مكاي
ريان مكاي (بالإنجليزية: Ryan McCay)‏ هو لاعب كرة قدم بريطاني في مركز الدفاع، ولد في 4 مايو 1986 في بيزلي في المملكة المتحدة. لعب مع نادي سانت ميرين ونادي ستيرلينغ ألبيون ونادي كاودينبيث ونادي مونتروز لكرة القدم.

## وصلات خارجية
- ريان مكاي على موقع قاعدة بيانات كرة القدم.إي يو (الإنجليزية)
- ريان مكاي على موقع Soccerbase.com (لاعب) (الإنجليزية)